# Шемији (Горња Саона)
Шемији (фр. Chemilly) насеље је и општина у источној Француској у региону Франш-Конте, у департману Горња Саона која припада префектури Везул.
По подацима из 2011. године у општини је живело 87 становника, а густина насељености је износила 23,08 становника/km². Општина се простире на површини од 3,77 km². Налази се на средњој надморској висини од 205 метара (максималној 264 m, а минималној 207 m).

## Демографија
| 1962. | 1968. | 1975. | 1982. | 1990. | 1999. | 2011. |
| ----- | ----- | ----- | ----- | ----- | ----- | ----- |
| 62    | 64    | 49    | 73    | 80    | 79    | 87    |

График промене броја становника у току последњих година